# Cedral (Maranhão)
Cedral é um município brasileiro do estado do Maranhão. Possuí uma população aproximada de cerca de 12 200 habitantes (IBGE-2020). É uma das principais cidades produtoras de pescados do estado do Maranhão.
Cedral tem um litoral abençoado, com praias de areia branca quartzosa, locais verdadeiramente paradisíacos. Outeiro, Pericáua, Restinga e Saçoitá são algumas das praias mais visitadas.

## História
Cedral é originário de Guimarães, cujo território anteriormente ocupava, sendo desmembrado em 1964, através da lei estadual nº 2378 do mesmo ano. Deste modo parte da história do município está contida na história de Guimarães e, por extensão, na antiga Capitania de Cumã, sendo os primitivos habitantes descendentes de índios tupinambá, de franceses que se aventuraram na costa norte maranhense e, sobretudo, de colonos de Portugal e Açores cuja ocupação por parte destes consta de aproximadamente 1760. Estes colonos, estabeleceram-se em glebas de terras próximas a cursos d’água encobertos de vegetação ciliar característica de floresta pré-amazônica, de onde surgiram as primeiras fazendas e engenhos.
A abundância de nascentes, o clima úmido, o solo rico em material orgânico associados ao uso do arado, propiciaram as lavouras de algodão, mandioca, arroz e cana-de-açúcar. A criação de gado vacum, os engenhos e lavouras demandaram mão-de-obra escrava, fato que hoje se comprova nas povoações quilombolas e afro-descendentes no município. Ao longo dos anos a miscigenação foi impreterível, a população indígena foi totalmente extinta, restando apenas descendentes mestiços; brancos são minoria, negros e pardos formam a maioria da população.
A sede do município provém da antigo povoado de Muiraneu, as vezes grafado, Mairaneu (topônimo de origem incerta, talvez uma corruptela do tupi: mwyrã "madeira para arco") datada, conforme Diário do Maranhão e IBGE, da década 1910. Elevada a distrito territorial de Guimarães pela lei estadual nº 269 de 1948, assim permanecendo até a alteração toponímica em 1964, quando da criação do município de Cedral, cujo nome atual atribui-se ao fato de haver no lugar grande número de pés de cedro, árvore do gênero Cedrela, agora em via de extinção.
Dentre os desbravadores cedralenses, destacaram-se Mariano Vidal de Negreiros, José Serrão de Alburquerque Seguins, Jacinto Rosa Passinho, Eleotério Ferreira e Antônio Serrão Martins, proprietários rurais.
Era comum, pela população referir-se ao distrito, e mesmo, posteriormente à vila como 'Cedro', fato que também contribuiu para a toponímica atual.

### Principais distritos e seus aspectos sócio-históricos.
- Outeiro - recebe este nome pelo terreno em declive à beira mar; é o mais populoso e o mais próximo distrito em relação a sede do município de Cedral; Conta com uma bela vista para a barra do calhau e ostenta praias que é bastante frequentada pelos moradores do municipio e municípios vizinhos; anualmente, no dia 7 de setembro, ocorre a tradicional "regata de outeiro" muito popular na região. Possui o maior numero de pescadores do municipio.
- Pericáua - (variante do tupi pirakawa "lugar onde os peixes se ajuntam" ou pirakuá "enseada dos peixes") sedia uma importante colônia de pescadores e extrativistas; com potencial turístico pela sua paisagem natural, é o ponto de partida para a Ilha de Saçoitá e à praia do Barreirão.
- Jacarequara - (do tupi iakaré + kwara "onde se refugiam os jacarés". No séc. XIX chegou a ter uma cadeira de instrução pública e uma escola mista, das poucas que havia no município de Guimarães. Seus primeiros moradores foram os alferes João Louzeiro, João Rabello, José Tobias e Luiz de Mendonça.[7][8]
- Alegre - o povoado possui um agradável banho de água doce, porém nos últimos anos com a diminuição das chuvas e a devastação da mata ciliar, este ambiente de lazer encontra-se ameaçado.
- Brejo - surgiu a partir da fazenda de Manoel Alves Leite, do qual descende a família Leite do município. Possui um agradável balneário de água doce. As propriedades do Brejo, do Juçara (de Miguel Ignacio Gomes Coelho) e do Águas Belas (de Antônio Onofre da Cunha)[7] figuram entre os mais antigos polos de colonização da Capitania de Cumã (Guimarães), dando origem a outras povoações circunvizinhas: Alegre, Rio Formoso, Benfica, Coimbra, Porto de Baixo e Retiro.
- São Bento - possui população relevante. Ligado à MA-106 através de uma vicinal em piçarra, dispõe de um agradável balneário de água doce pela desembocadura do Rio Pastoreador numa reentrância de manguezais. O capitão Custódio Martins de Souza[7] foi um dos primeiros moradores do lugar.
- Itajuba ou Tajuba - (corruptela de tijupá, do tupi tiyupawa: "lugar de choupanas") é uma povoação quilombola, constituída de afro-descendentes remanescentes de escravos das extintas propriedade Formigueiro (de João de Souza) e do engenho Monte Alegre (propriedade de Cândida Sabina Seguins e Laurindo Rosa Braga).
- Canavial - Também um dos mais antigos povoados de Cedral, surge a partir do engenho de açúcar e aguardente do alferes Manuel Martins de Souza.[7] A maioria da população atual é quilombola.
- Parati ou Paraty - (do tupi paraty'i, cujo significado é "rio das tainhas". No início do século XX, foi erigida uma capela à São Sebastião, cujo renomado festejo foi um dos maiores da região. É bastante povoado e desenvolvido, sendo ligado a sede ainda através de uma vicinal em piçarra. Dispõe de um rio de água doce e porto em reentrância marítima. Os portugueses Antônio José Vianna e Antônio Francisco Lages[7] constam dos pioneiros habitantes do lugar.
- Monte Cristo - Guarda um paraíso pouco visitado com uma vasta quantidade de recursos hídricos, perceptível pela quantidade de balneários particulares formados por riachos que passam ao fundo dos sítios e quintais. Há muitas árvores frutíferas. A população nativa esforça-se em manter tradições como as rezas, as ladainhas e o artesanato;
- Suaçu - (do tupi suaçu "bicho (caça) cervo, veado") é um povoado fronteiro ao município de Guimarães. Surgido a partir da propriedade Guarimandíua (de D. Liberata Genoveva de Araujo Cordeiro)[7] onde funcionou um engenho de açúcar.
- Santo Antônio - É um dos povoados mais distantes da sede, possui população relevante, de maioria afro-descendente, remanescente de escravizados de antiga propriedade Japão (do tenente Antônio Francisco Gomes Pereira).[7]
- Engole - Está as margens do igarapé Gepuba, que na verdade é uma reentrância marítima, litigiando Cedral de Guimarães.
- Santaninha - Fronteiro ao município de Mirinzal. No passado possuiu olaria e a população se dedicava a manufatura de redes de fios de algodão. Tem entre seus moradores pioneiros o tenente Manoel Aureliano da Motta.[7]

Outras Localidades
- Abaeté (do tupi "homem verdadeiro")
- Águas Belas
- Anajá (do tupi "espécie de palmeira")
- Areal
- Belo Horizonte
- Benfica
- Caratatiua (do tupi "lugar de muitas pedras semelhantes a tubérculos" (cará)
- Coimbra
- Gagonha
- Guarimandíua (do tupi "lugar onde há muito guarimã" - espécie de planta utilizada no artesanato)
- Gurguéia
- Japão
- Juçara (do tupi "espécie de palmeira")
- Maranhão Novo
- Mata
- Mato Grosso
- Mato Grosso dos Mendonça
- Monteiro
- Mota
- Patacaia (do tupi "potykaia: espécie de camarão")
- Quebra-Braço
- Restinga
- Retiro
- Rio Divino
- Rio Formoso
- Saçoita (do tupi suasu'etá "onde há muitos animais de caça"
- Santa Efigênia/ Itapeua (do tupi "pedra achatada")
- Santa Rosa
- Santa Teresa
- São Benedito
- São Braz
- São Felipe
- São Miguel
- São Raimundo
- Tororoma (do tupi "água forte e barulhenta")
- Uru (do tupi "cesto")
- Vista Alegre

## Geografia
A sede localiza-se a uma latitude 02º00'00" sul e a uma longitude 44º32'10" oeste, estando a uma altitude de 30m. Sua população estimada em 2004 era de 10.636 habitantes, contudo em 2007, a partir do índice de natalidade observado e da fixação de migrantes de outros municípios atraídos pela atividade pesqueira e comércio, estima-se que a população esteja em torno de 12.000 habitantes.
Possui uma área de 283,128 km², após o desmembramento do município de Porto Rico do Maranhão em 1994. Mais da metade do território cedralense é banhado pelo Oceano Atlântico e recortado pelas Reentrâncias Maranhenses.
Com a decadência do sistema colonial ao final do século XIX, predominou a cultura de subsistência em pequenas lavouras de mandioca. O processo agrícola ainda é arcaico e consiste da derrubada de mata (roçado), que posteriormente é queimada, empobrecendo ainda mais o solo, que vem já sendo utilizado há gerações. As matas originais praticamente não existem ou são raras.
Além da mandioca (na região há uma grande variedade de subespécies) para a produção de farinha d'água, farinha seca ou branca e polvilho tapioca, cultivam-se o arroz, milho, feijão do tipo 'vinagre', quiabo, maxixe, abóbora (jerimum) e outras curcubitáceas, além de ervas e leguminosas. Porém estas culturas não ultrapassam o índice relativo à pequena escala de produção, típico da cultura de subsistência.
O fabrico da farinha d'água (recebe este nome pois a mandioca é imersa em água e passa por um processo de fermentação) na região é totalmente artesanal, sendo muito comum encontrar nos povoados casas de forno de farinha, cujo modelo é remanescente do período colonial, contudo nas três últimas décadas com a instalação de redes de energia elétrica, foram agregados outros recursos, como trituradores, que muito têm auxiliado a produção de farinha.
A pecuária é uma atividade herdada também do tempo colonial, mas não há rebanhos importantes, visto que as terras cedralenses não são propícias ao pasto. O boi é ainda é um animal de transporte de cargas, sendo ainda comum o uso do carro-de-bois. A carne bovina consumida diariamente em Cedral é proveniente de rebanhos de outros municípios, a saber: Pinheiro, Mirinzal e Central do Maranhão.
O pequeno latifúndio, geralmente sítios e quintais, também favorece a criação de aves, suínos e asininos, bem como o cultivo de árvores frutíferas, hortas de verduras, plantas medicinais, ervas comestíveis e condimentos, como por exemplo, o cheiro-verde, muito comum no tempero de peixes e mariscos.
A população habitante da zona rural pratica constantemente o extrativismo do babaçu, juçara, buriti, guajeru, bacuri, caju e murici.
A flora cedralense é um misto de espécies da floresta pré-amazônica, principalmente, do cerrado e de vegetação típica da zona costeira do Maranhão, apresentando uma extensa e rica área de manguezais. A caça predatória praticada deliberadamente ocasionou a extinção de alguns animais, como a paca, o veado suaçu, veado carioca, a cutia, o quati, o caititu etc. e as aves como a sururina, a saracura-três-potes ou siriquara, a juriti, a perdiz, o jacu, o socó, o aracuã e etc…
Os manguezais são um viveiro natural para uma infinidade de mariscos e peixes, que dependem do ecossistema do mangue para alimentação e reprodução. Espécies como o guará e a garça dependem diretamente dos manguezais.
A pesca é um dos pontos fortes e a segunda fonte de renda das famílias cedralenses. A atividade é anual, com intervalos que dependem da influência das marés, dos ventos e das chuvas. Na pesca são utilizadas redes de nylon que são tramadas artesanalmente pelos próprios pescadores. São utilizados barcos de pesca fabricados em pequenos estaleiros comunitários na própria região, cujo trabalho também artesanal é uma herança portuguesa. Estes barcos são mencionados no hino cedralense, servindo como meio de transporte para a capital São Luís. Existem outros tipos de embarcações como a taroa, o catamarã, a biana e etc… o tráfego de canoas é mais comum nos igarapés.
A pescada (Cynoscion acoupa) e o camarão (Farfantepenaeus subtilis) são os produtos mais valorizados e comercializados da pesca. Dentre uma infinidade de espécimes da fauna ictiológica da região (LABOHIDRO - UFMA), podemos citar pela sua alta ocorrência:
- peixe-pedra (Genyatremus luteus)
- palombeta ou favinha (Chloroscombrus chrysurus)
- tibiro (Oligoplites palometa) – riquíssimo em ômega 3
- pargo (Lutjanus purpureus), carapitanga
- pescadinha, pescadinha boca-mole ou gó (Macrodon ancylodon)
- tainha (Mugil sp, Mugil curema, Mugil gaimardianus)
- peixe-serra (Scomberomorus brasiliensis),
- camorim (Centropomus undecimalis),
- cabeçudo (Stellifer brasiliensis)
- escrivão (Eucinostomus argenteus)
- paru (Chaetodipterus faber)
- sardinha (Cetengraulis edentulus).

Ou pela sua exoticidade:
- arraia (Dasyatis gutatta),
- mero (Epinephelus itajara)
- pacamão (Batrachoides surinamensis)
- baiacu (Colomesus psittacus)
- tralhoto (Anableps anableps)
- solha (Achirus achirus)
- guaravira (Trichiurus lepturus)

Sem contar, várias espécies de bagres e similares: bandeirado (Bagre bagre), bagrinho, uriacica (Cathorops spixii), cangatã (Arius quadriscutis), uritinga (Arius proops), gurijuba (Arius parkeri) e papista (Pseudauchenipterus nodosus) (SUDEPE, 1976. Superintendência do Desenvolvimento da Pesca. Prospecção dos Recursos Pesqueiros das Reentrâncias Maranhenses. Governo do Maranhão, p. 124). Quanto aos mariscos: sarnambis, ostras, sururus, caranguejos (Ucides cordatus) e siris.
O município de Cedral é recortado por fluxos de água doce, pela grande quantidade de mananciais d’água cristalina, estes pequenos rios são protegidos por uma mata ciliar chamada igapó, sendo frequentemente usados pela população para o banho e diversão.
O trabalho artesanal ainda é comum na vida quotidiana, mas não há iniciativa para a produção tendo em vista fins lucrativos. Da palha do babaçu, fazem-se esteiras, abanos e cestos (cofos). redes de algodão tecidas em tear manual e rendas de almofada (bilro) costume trazido pelos colonos portugueses estão em processo de desaparecimento.
O comércio de gêneros alimentícios industrializados, roupas, calçados, móveis, eletrodomésticos e materiais de construção é crescente principalmente na sede do município.

## Educação
Cedral tem baixos índices de analfabetismo e a educação sempre foi considerada uma glória para os cedralenses, entretanto a educação básica tem deixado a desejar, pois não há investimento em qualificação do magistério. Existe apenas 1 biblioteca e 1 escola estadual, que oferece ensino médio ou formação geral no município, outras escolas são de iniciativa municipal e oferecem apenas educação fundamental. Muitos jovens após a conclusão do ensino fundamental ou médio deixam o município anualmente em busca de continuidade da formação, empregos e qualificação principalmente em São Luís, pois não existem universidades locais e a oferta de trabalho e renda é pequena.

## Economia
Apesar dos abundantes recursos naturais, principalmente hídricos, que favorecem a existência de um bioma rico e diversificado, a pobreza é um problema que tem assolado gerações de cedralenses, em decorrência da falta de iniciativa no que diz respeito ao desenvolvimento de programas de beneficiamento da agropecuária familiar, pesca, extrativismo vegetal e outras culturas, a isto somam-se as péssimas administrações e a falta de políticas públicas voltadas para a aquisição de renda por parte das comunidades carentes. Não existem empresas privadas de grande porte e os empregos dependem de órgãos públicos. Boa parte das famílias sobrevive com benefícios do governo federal, como Bolsa Família e Bolsa Escola.
Por dispor de um solo fértil, a fome e a seca não fazem parte da realidade do município, contudo as casas de pau-a-pique cobertas de pindoba são um retrato da pobreza.

## Saúde
A saúde é deficiente, Cedral dispõe de apenas um hospital-maternidade e de vários postos de saúde em povoados com população relevante o que não é suficiente para atender a demanda da população que necessita de atendimento específico e de serviços de saúde complexos, sendo compelidos muitas das vezes a viagens a outros municípios como Cururupu, Pinheiro e à capital maranhense para intervenções cirúrgicas e tratamentos de patologias mais graves. Contudo a população não é doentia, contando com serviços de água encanada em todos os povoados e coleta de lixo na sede.

## Turismo[9]
Cedral tem um litoral abençoado, com praias de areia branca quartzosa, locais verdadeiramente paradisíacos. Outeiro, Pericáua, Restinga e Saçoitá são algumas das praias mais visitadas, contudo o acesso a essas praias ainda é difícil.
Em Outeiro a 2,5 km da sede, ocorre anualmente em 7 de setembro uma regata, a Regata de Outeiro como é chamada acontece há décadas, atraindo muitos turistas e visitantes, movimentando bares, pequenos hotéis e restaurantes.
O acesso se dá principalmente através da estrada vicinal MA-304 que liga Mirinzal a Cedral, compreendendo uma distância de 34 km, asfaltada em 1998 no governo Roseana Sarney, apresenta boas condições.
Cedral tem grande potencial a ser desenvolvido no ramo hoteleiro, turístico, agrícola, da piscicultura e do artesanato, contudo carece de grandes investimentos.

## Manifestações culturais e religiosas
O Bumba-meu-boi também está presente assim como em todo o Maranhão, porém o sotaque característico da região é o de zabumba.
Anualmente, em ocasião do Carnaval, acontecem xarangas e blocos organizados promovidos pela comunidade local; na sede também chamada de jacu, jegue, por influência do Jegue Folia, famoso bloco carnavalesco de São Luís. Nos povoados a diversão fica por conta das festas de entrudo, também chamadas de Salamê, com características próprias, mas com forte influência dos típicos blocos de sujos de São Luís.
Ocorrem também a Festa do Divino, a Dança Portuguesa e a Quadrilha em período junino, o Pastor ou brincadeira do Presépio, festejado nos meses de dezembro e janeiro em ocasião de Natal e Dia dos Reis Magos.
A brincadeira do Pastor ocorre apenas em Cedral e municípios vizinhos, não sendo observada em nenhuma outra região maranhense, consiste de um auto teatral do nascimento de Jesus. A brincadeira conta com inúmeros personagens fictícios como anjos, pastores, princesas, reis, rainhas, espanholas, ciganas, floristas e etc… com diálogos e versos cantados ao som de viola/violão, pandeiro, saxofone e/ou clarinete. É vedada a participação masculina neste auto, salvo pelos músicos; é também notória a influência da cultura portuguesa neste folguedo, que infelizmente, parece estar em extinção.
São celebradas festas de santos católicos nos povoados, com procissões e levantamento de mastro em alusão ao santo, após a ladainha e rezas, ocorrem geralmente um leilão promovido pela irmandade responsável e distribuição de bolo de tapioca e chocolate aos presentes. A festa profana, propriamente dita, antigamente ficava a cargo de músicos que tocavam o baile, com o tempo os músicos foram sendo substituídos por radiolas, que a partir da década de 1970 passaram a tocar o reggae. Este ritmo caribenho atualmente é tocado em todas as festas.
O tambor de Mina e a pajelança cada vez mais raros na região são manifestações de aspecto cultural e religioso, sincretizando elementos trazidos pelos africanos escravizados originários da Costa da Mina e de Cabinda, de práticas indígenas animistas e do catolicismo.
Outra manifestação de origem africana é o tambor de crioula, que diferentemente das rodas de tambor apresentadas em São Luís, há intervenção masculina, com gestos que lembram a capoeira.
A religião predominante é o cristianismo católico, sendo a padroeira de Cedral, N. S. da Conceição; a paróquia pertence a Diocese de Pinheiro. É, contudo, relevante o número de cristãos protestantes das denominações evangélicas Assembleia de Deus, Igreja Batista, Igreja Cristã Evangélica, Adventista e outros grupos.